# Opijeni ljubavlju
Opijeni ljubavlju (špa. Destilando amor) je meksička telenovela snimljena 2007. godine. Prikazivana je na 1. programu Hrvatske televizije u 12 h i 30 min, od ponedjeljka do subote, a prva je epizoda prikazana 4. rujna 2008. Serija ima 170 epizoda.

## Radnja
U meksičkom gradiću Tequili nalazi se imanje La Montalvena, na kojem se uzgaja kaktus plava agava, iz koje se dobiva piće tekila. Imanjem upravlja bogata obitelj Montalvo. Nadničarke Clara Hernandez i njezina kći Teresa, koju zovu Gaviota (golubica), dolaze na branje agave. Amador Montalvo, vlasnik La Montalvene, umire, te njegova obitelj, radnici i mještani dolaze na sprovod. U crkvi Teresa prvi put ugleda Amadorovog unuka Rodriga te se zaljubi. Amador je u oporuci naveo da će bogatstvo naslijediti njegovi unuci, ili Aaron ili Rodrigo, ali samo onaj kojemu se rodi sin. Rodrigo ponovno susreće Gaviotu tijekom berbe, te su imali tajne sastanke. Gaviota je zatrudnjela, ali je Rodrigo morao otići u Englesku, obećavši joj da će se vratiti i oženiti njome. Gaviota se zaposli kao model, ali ju lokalni fotograf proda kao prostitutku u Francusku. Uz pomoć jednog Talijana odlazi u London, ali tamo ju udari automobil te izgubi dijete. Časna sestra ju nauči engleski jezik te se Gaviota vrati u Meksiko. U međuvremenu, Rodrigo, koji se vratio u Meksiko, oženi se Isadorom, čiji su roditelji bankrotirali. Gaviota pokuša zaboraviti Rodriga te se zaposli u Aaronovoj tvrtki, nadajući se da će se jednog dana osvetiti Rodrigu i njegovoj obitelji. 

## Glumci
- Angélica Rivera - Teresa Hernandez Garcia/Mariana Franco Villareal (Gaviota), glavni lik.
- Eduardo Yáñez - Rodrigo Montalvo Santos, nasljednik velikog bogatstva i budući upravitelj imanja La Montalvena.
- Sergio Sendel - Aaron Montalvo Iturbe, Rodrigov bratić, zločinac, †.
- Chantal Andere - Minerva Olmos de Montalvo, Aaronova žena, zločinka.
- Martha Julia - Isadora Duarte de Montalvo, Rodrigova žena, Aaronova ljubavnica, zločinka.
- Ana Patricia Rojo - Sofia Montalvo Santos, Rodrigova i Danielina sestra.
- Fernanda Castillo - Daniela Montalvo Santos, dobra Rodrigova i Sofijina sestra.
- Alejandro Tommasi - Bruno Montalvo Gil, Aaronov otac.
- José Luis Reséndez - Hilario Quijano, radnik na imanju La Montalveña, sin Romana i Ofelije, Isadorin ljubavnik.
- Joana Benedek - Pamela Torreblanca, Aaronova ljubavnica i suparnica.
- Carlos de la Mota - James O'Brien, Sofijin bivši dečko, Rodrigov prijatelj.
- Julio Camejo - Francisco de la Vega, Sofijin muž, Isadorin ljubavnik i otac njenoga djeteta, zločinac, †.
- Ana Martín - Clara "Clarita" Garcia de Hernandez, Gaviotina majka.
- Martha Roth - Pilar Gil de Montalvo, Amadorova žena, Brunina i Felipeova majka.

- Joaquín Cordero - Amador Montalvo, Pilarin muž, Brunin i Felipeov otac, †.
- Julio Alemán - Roberto Avellaneda, predsjednik Vijeća za tekilu.
- Irma Lozano - Constanza Santos de Montalvo, Felipeova žena, Rodrigova, Sofijina i Danielina majka, †.
- Olivia Bucio - Fedra Iturbe de Montalvo, Brunina žena, zločinka.
- Gustavo Rojo - Nestor Videgaray, odvjetnik obitelji Montalvo.
- Jorge Vargas - Felipe Montalvo, Constanzin muž, Rodrigov, Sofijin i Danielin otac, †.
- Gustavo Cardenas Avila - Patricio Iturbe Solorzano, Aaronov rođak.
- Silvia Ramirez - Lluvia, Patriciova djevojka.
- Yuliana Peniche - Margarita, recepcionistica (kasnije tajnica) tvrtke "Montalvo".
- Roberto Vander - Ricardo Duarte, Isadorin otac koji je bankrotirao.
- Norma Lazareno - Nuria Toledo de Duarte, Isadorina majka.
- Mariana Rios - Sanjuana, sluškinja na imanju La Montalveña, zločinka.
- Jaime Garza - Roman, radnik na imanju La Montalveña, Hilarijev otac.
- Maria Prado - Dona Jose, Franciscova majka.
- Adriana Laffan - Ofelia, kuharica na imanju La Montalveña.
- Patricia Manterola - Erika Robledo, Rodrigova psihologinja.
- René Strickler - Alonso Santoveña, direktor "Odnosa s javnošću".
- Gabriela Goldsmith - Cassandra, Alonsova rođakinja.
- Theo Tapia - Gaspar Torreblanca, Pamelin otac.
- Alicia Encinas - Barbara Torreblanca, Pamelina majka.
- Laura Flores - Priscilla
- Alma Muriel
- Nora Salinas - Karen
- Manuel Landeta
- Marco Uriel - Olavarria
- Juan Pelaez
- Fernando De la Flor

## Vanjske poveznice
- Opijeni ljubavlju u internetskoj bazi filmova IMDb-a
- Službena stranica